# Al pezzo
Al pezzo (tal. pezzo – komad, dosl. prijevod – po komad) je srednjovjekovni način određivanja vrijednosti svakoga novčića pojedinačnim vaganjem. Inače u srednjem vijeku prije izuma narubljenog novca, mnogi su znali izbrusiti kraj novca posebno onog koji je bio napravljeno od skupocijenijih metala kao zlato ili srebro. Korištenjem al pezza  davalo je osobama koje izvršavaju transakciju postupak utvrđivanja prave vrijednosti novca.  